# Фанатик (е-Спорт)
Fnatic (срп. Фанатик, често стилизовано fnatic) је професионална е-Спорт организација са седиштем у Лондону, престоници Уједињеног Краљевства. Организација је основана 23. јула 2004. године, и данас подржава тимове из свих крајева света, који се такмиче у различитим видео играма, као што су Counter-Strike, League of Legends и Dota 2.
Фанатиков тим у игри Лиги легенди је освојио Прво светско првенство у овој игри, одржано 2011. године и држи рекорд за највише освојених ЕУ ЛЦС (ен. EU LCS) титула, са освојених 5 титула у 6 сезона, колико се већ одржава ова премијерна европска лига. У 2015. години Фанатик је постао први тим који је завршио сезону без иједног пораза.

## Преглед
Фанатик је као организација основан 23. јула 2004. године, од стране Сема и Ане Метјуз (Sam and Anne Mathews).
 
Након што је неколико година играо за Фанатик, Патрик "cArn" Сатермон (Patrik Sättermon), легендарни играч игрице Каунтер-Страјк, је постао CGO Фанатика 2012. године. Вутер Слејферс (Wouter Sleijffers) је заменио Ану Метјуз на позицији CEO 2015. години.
Између 2008. и 2009. године, Фанатикови главни спонзори су биле компаније Micro-Star International и СтилСирис (ен. SteelSeries), па се тим једно кратко време такмичио под именом ФанатикМСИ (ен. FnaticMSI).
Дана 1. јуна 2011 је склопљено партнерство између Фанатика и компаније ЕИЗО (ен. EIZO), и лансирана је линија Фанатик гејминг монитора.
Фанатик је, 2006. године, оформио World of Warcraft тим под именом ФанатикВОВ (ен. Fnatic.WoW). Фанатик су у 3 на 3 формату WoW-а представљали "TooGood", "Vo0", и "Ztrider". Fnatic.WoW је остварио високе пласмане на Близкону (ен. BlizzCon), Интел Екстрим Мастерс (ен. Intel Extreme Masters) (IEM) и Мејџр Лиг Гејминг (ен. Major League Gaming) (MLG) турнирима.
У 2007. години, Фанатик је оформио тим у Доти (ен. DotA, Defense of the Ancients), под именом Fnatic.DotA, са саставом Ритер "Ritter" Русли (Ritter Rusli), Роми "melen" Гунаван (Romi Gunawan), Аријанто "Lakuci" Сони (Ariyanto Sony), Сугиарто "BaHaMuT" Чајади (Sugiarto Cahyadi), Џефри "Neo" Лу (Jeffry Lu). Овај састав је претходно играо под именом XcN DotA.
Већ 2008. године, Фанатик преуѕима нови Дота тим, у саставу овог тима су били Едвин "Kwom" Борјсн (Edvin Börjesson), Џонатан "Loda" Берг (Jonathan Berg), Расмус "Misery" Берт (Rasmus Berth), Рене "Kebap" Вернер (Rene Werner), и Арингазин "Aidar" Еидар (Aringazin Аidar).
Године 2010, FnaticMSI.HoN, Фанатиков тим у игри Heroes of Newerth, је обновљен довођењем играча као пто су Јохан "N0tail" Сандстајн (Johan Sundstein), Кале "Trixi" Саринен (Kalle Saarinen), Хенрик "Freshpro" Хансен (Henrik Hansen), Јаша "Nova" Маркус (Jascha Markuse), и Тал "Fly" Ејзик (Tal Aizik).
У Јануару 2012. године, РејдКал (ен. RaidCall) је постао главни спонзор Фанатика.
Са овим новим партнером, Фанатик се проширио у Јужну Кореју и постао први тим са професијоналном гејминг кућом у Сеулу.
Исте године, Фанатик је поново променио Дота тим, овога пута покупивши играче тима ГејмерсЛиге (ен. GamersLeague). Једини значајан резултат овог тима је четврто место на Светској Конвенцији еСпорта (ESWC) пре него што су се тим и Фанатик разишли.
У Августу 2014. године, Фанатик је објавио сарадњу са Луком Милантом (Luke Millanta), у прављењу неколико скинова за CS:GO.

Године 2015, Фанатик се вратио на сцену Доте 2, преузевши бивши тим Малезија (ен. TeamMalaysia).
Октобра 2015. године, сајт за спортско клађење Дафабет (ен. Dafabet) је постао спонзор Фанатика.
Компанија има седиште у Лондону, са комплетним менаџмент тимом који укључује CEO-а, CGO-a, директора продаје, директора рачуноводства и директора креативних сервиса.
Фанатик такође поседује независну дигиталну агенцију, Саннпа (ен. Sannpa), за бизнисе који желе да се укључе у свет е-Спорта.
Од 2016. године, Фанатик води и прву производњу професионалне гејминг опреме под пуним власништвом професионалног гејминг тима ФанатикГир (ен. FnaticGEAR).

## Каунтер-Страјк
Фанатик је ушао на компетативну сцену Каунтер-Страјк 2004. године, када је тим основан од стране Фрика "FraK" Тамелинга (Freek Tammeling). Први састав, предвођен Бенџамином "diGitaL" Хилденом (Benjamin Hildén), је успео да освоји ЦПЛ Сингапур 2005 (CPL Singapore 2005), али није имао већих утицаја на другим интернационалним такмичењима. На почетку 2006. године, Фанатик је распустио цео састав осим снајпера Харлија "dsn" Орвала (Harley Örwall) који је добио задатак да оформи нови састав тима.
Орвал је регрутовао Патрика "cArn" Сатермона (Patrik Sättermon), вођу (IGL-a) тима АЈболерс (ен. EYEballers); Оскара "Archi" Торгерсена (Oscar Torgersen), из тима ГоН (ен. GoN); као и дуо Патрик "f0rest" Линдберг (Patrik Lindberg) и Кристофер "Tentpole" Нордлунд (Kristoffer Nordlund).
 Овај састав ће освојити бројне велике турнире у 2006. години, укључујући и ЦПЛ Винтер 2006 (CPL Winter 2006).
2011. године, Фанатиков Каунтер-Страјк тим је завршио са топ 3 пласманом на бројним турнитима, и то са новим играчем Михаелом "Friis" Јоргенсеном (Michael Jørgensen).
"cArn" је задобио репутацију једног од најбољих вођа у читавом Каунтер-Страјку у периоду од 2006 до 2012. године, захваљујући његовој способности да предводи неколико потпуно различитих састава Фанатика до победа на неким од највећих турнира. Међутим, у Марту 2012. године, објавио је свој изненадни одлазак у пензију пре почетка ИЕМ Светских Финала Сезоне 6, и постао је први CGO (Chief Gaming Officer) унутар Фанатика.
 "Xizt" је преузео улогу вође, и заменио је "cArn" са Фином "Karrigan" Андерсеном (Finn Andersen), још једним Данским играчем. Овај нови састав је освојио свој први велики ЛАН турнир у Копенхагену, на Копенхаген Гејмс 2012 (Copenhagen Games 2012). Истог викенда, "aLive" (FnaticRC.aLive) је освојио свој први велики турнир икада, ИПЛ4 Лас Вегас (IPL4 Las Vegas).
Након што је Фанатик освојио Дримхак Самер 2012 (2012 DreamHack Summer), и Шведски Шампионат (Swedish Championships), Расмус "Gux" Стал (Rasmus Stahl) се повукао из професионалног Каунтер-Страјку, оставивши за собом отворено место у Фанатику. 26. јуна, Фанатик је објавио да ће Мартин "trace" Хелд (Martin Heldt) да се придружити тиму. У Августу је "Xizt" оставио тим и отишао да игра CS:GO у НиПу (ен. NiP - Ninjas in Pyjamas), као његова замена доведен је Емил "FYRR73" Карлсон (Emil Karlsson).
Када је Фанатик прешао на CS:GO, постали су једни од најбољих тимова на планети.
Како би попунили састав, Фанатику су се придружили "Xyp9x" и "JOKERN".
 Тим је успео да се пласира на 3-4. место у ЕМС Финалу Сезоне 1 (EMS Season 1 Finals).
Касне 2013. године, Фанатик је освојио свој први Мејџер (Мајоr) у CS:GO-у, под вођством новог вође Маркуса "pronax" Валстена (Markus Wallsten), избацивши из турнира НиП. У 2014. години, Фанатик је прихватио два бивша играча тима ЛГБ (ен. LGB), Олофа "olofmeister" Кајбјера (Olof Kajbjer) и Фредија "Krimz" Џохансона (Freddy Johansson). Овај састав је наставио са добрим резултатима и кулминацијом приликом освајања ЕСЛ Оне Катовице 2015 (ESL One Katowice 2015) након победе над НиП-ом, а 25. августа, Фанатик је освојио ЕСЛ Оне Колоњ 2015 (ESL One Cologne 2015), након победе на тимом Енвијус (ен. team EnVyUs).
 Због чињенице да је овај састав освојио два узастопна Мејџера, као и још 11 великих интернационалних титула, многи сматрају ову петорка најјачим саставом у историји ове игре.
У Новембру 2015. године, након неколико разочаравајућих резултата, "pronax" је одлучио да оде на паузу од професионалног Каунтер-Страјка. Замењен је Денисом "Dennis" Едманом (Dennis Edman) из интернационалног тима Г2 (ен. G2).
Денис је стари суиграч Олофу и Фредију, сва тројица су били чланови ЛГБ-ја и добри су пријатељи од раније. У Децембру 2015. године, Фанатик је тријумфовао 2-1 над НиП-ом, осигуравши своју другу Фрегбајт Мастерс (Fragbite Masters) титулу, прва је била у сезони 3.
 Након турнира, Фанатик је поново преузео прво место на ранг лист најбољих светских тимова, коју води HLTV.org, коју и дан данас држе.
Са овим саставом, "flusha", "JWonderchild", "olofmeister", "Krimz" и "Dennis", Фанатик је достигао нове висине крајем 2015. и почетком 2016. године. Овај састав је у овом периоду освојио 6 узастопних премијерних турнира, при чему је "olofmeister" константно био најбољи играч на свету. Тим је у првих 4 турнира освојио преко 300,00$. Овај период је један од најдоминантнијих периода у историји игре, и један је од ретких који се могу поредити са НиП-овим из 2013 са 87 освојених мапа заредом без иједног пораза.
У Априлу 2016. године, због повреде зглоба, "olofmeister" је на привременом одмору и не игра за Фанатик, а као замена му је доведен Никлас "Plessen" Плесен (Niclas Plessen). Након мање од месец дана, "Plessen" је смењен као замена Олофу, а уместо њега је довден Џон "wenton" Ериксон (John Eriksson).
Тренутни састав:
| Име и Презиме  | Име у игри     | Позиција             |
| -------------- | -------------- | -------------------- |
| Џеспер Вексел  | JW             | Снајпер (ен. AWPer)  |
| Робин Ронквист | flusha cheater | Фрагер (ен. Fragger) |
| Мајкил Селим   | Golden         | Вођа (ен. IGL)       |
| Фреди Јохансон | KRiMZ          | Супорт (ен. Support) |
| Јонас Олофсон  | Lekr0          | Фрагер (ен. Fragger) |

## Смајт
Фанатиков тим у Смајту (ен. Smite) се такмичио на Светском првенству у Смајту 2016. године.

## ШутМанија Олуја
У Новембру 2012. године, Фанатик је објавио формирање новог ШутМанија (ен. ShootMania  Storm) тима. За тим су регрутовани Кевин "Strenx" Беза (ен. Kévin Baéza), стари члан Фанатиковог Квејк (ен. Quake) тима, заједно са два нова играча, Мајкел "LeKaiM" Питерс (Maikel Peeters) и Жан Пиер "JiePie" Јансен (Jean Pierre Janssen). Овај трио је освојио бројне награде на малим куповима ШутМаније, као и куп одигран поводом избацивања ШутМаније, ШутМанија ланч парти (Shootmania Launch Party), где су као награду освојили 30.000$.

## Стратегија у реалном времену (ен. RTS)
Када се ДЕКСРејсер (ен. DXRacer) придружио листи Фанатикових спонсора, тим је одлучио да се прошири на подручје Кореје. Марта 2012. године, објавили су да ће отворити Фанатик гејминг кућу у Сеулу. Постали су први тим који има трајну кућу за тренинг играча у Сеулу.
Фанатик је постао спонзор неколико талентованих Старкрафт 2 (ен. StarCraft II) играча са корејске сцене. У Јануару, "DeParture" и легендарни играч Света Воркрафта "Moon", и "aLive" су се уселили у гејминг кућу. Њихов тренер је "Hwanni", који се такође придружио Фанатику тог месеца. Касније, "OZ" и "Luvsic" су потписали уговоре са Фанатиком. У 2012. години, "Rain" је објавио да се повлачи у пензију и након тога напушта тим. Након њега, тим напуштају "Byul", "Ares" и "Moon". Само два играча су остала у Кореји, натеравши Фанатик да објави затварање своје гејминг куће у Сеулу и да раскину своје уговоре са "aLive"-ом и "OZ"-ом.
У међувремену, "Harstem" је унапређен из академије у главни тим, у који је такође доведен и "SaSe", још један познат играч са Корејеске сцене.

## Лига легенди
Фанатик је свој улазак у сцену Лиге Легенди остварио у Марту 2011. године, када је објавио куповину ЛоЛ тима који се претходно такмичио за мајРивенџ (ен. myRevenge). Два месеца касније, "WetDreaM" је напустио тим, непосредно пре Првог светског првенства у ЛоЛу (Season 1 World Championship).
 И поред овога, Фанатик је играо добро током целог такмичења и тим је крунисан светским шампионима сезоне 1. По завршетку ове сезоне тим је изгубио много играча. Између Јуна и Септембра 2012. године, "Shuhei", "Mellisan", "pheilox", и "Lamia" су напустили тим, а као замена су доведени "sOAZ" и "nRated".
Касније је регрутован "Rekkles", млади шведски играч са великим потенцијалом, али он је био премлад да би могао да се такмичи на светском првенству сезоне 3, за које је неопходно бити старији од 17 година, и уместо њега је играо "YellOwStaR", играч који је био у другопласираном тиму у сезони 1. Фанатик је касније освојио Дримхак Винтер 2012 (DreamHack Winter 2012), завршио други на ИПЛ5 у Лас Вегасу (IPL5 Las Vegas) и на ИЕМ Сезоне 7 - Глобални Изазов Колоњ (IEM Season VII – Global Challenge Cologne).
 У 2013. години, Фанатик је освојио Пролећњи сплит сезоне 3 (Season 3 Spring Split), али за време Летњег сплита, тим је имао потешкоће и одлучио је да је неопходна промена играча. У Јулу 2013, Фанатик је објавио промене у свом ЛоЛ тиму. "nRated", главни супорт (support) играч, је напустио тим, а "YellOwstaR", досадашњи АДЦ (AD carry), је прешао на позицију супорта. "Puszu" се придружио тиму у Колоњу у њиховој гејминг кући да доврши сезону 3 као Фанатиков АДЦ играч.
 Фанатик је освојио Летњи сплит сеѕоне 3 и квалификовао се за светско првенство у Лос Анђелесу, Калифорнији.
У току групног дела такмичења на светском првенству сеѕоне 3, Фанатик је прошао у четвртфинале где је требало да игра против Cloud9-а, који је сматран најбољим тимом у Северној Америци у то време. Фанатик је победио резултатом 21 и прошао у полуфинале где га је чекао кинески Ројал Клуб (Royal Club Huang Zu). Овај меч је Фанатик изгубио, завршивши светско првенство на трећем месту.
Фанатик је освојио Пролећњи сплит 2015 године, победивши УоЛ (Unicorns of Love) 19. априла 2015. године у Мадриду, Шпанији, резултатом 3-2 у великом финалу.
 Касније ће се такмичити на МСИ-ју (Mid Seasonal Invitational), интернационалном такмичењу организованом за најбоље тимове из свих региона.
 У групном делу такмичења, резултатом 2-3, Фанатик добија пролаз из једне од тежих група. Као противника у првом мечу елиминационог дела такмичења, Фанатик добија бившиег светски првака СКТ (SKT Telecom T1), од кога Фанатик губи уз тешку борбу, резултатом 3-2.
У Летњем сплиту 2015. године, Фанатик је постао први тим који је завршио један од сплитова без пораза, са коначним резултатом од 18 победа и 0 пораза.
 Фанатик је освојио и елиминациони део Летњег сплита, победивши Ориџен (Origen) у финалу резултатом 3-2, и квалификовајући се за светско првенство сезоне 5 (2015 League of Legends World Championships).
На овом такмичењу, Фанатик излази из групе као првопласирани тим, са 4 победе и 2 пораза. У елиминационом делу такмичења побеђују кинески Едвард Гејминг (EDward Gaming), резултатом 3-0 у четвртфиналу.
Пораз на овом турниру, Фанатик је доживео од корејског тима КУ Тајгерс (KOO Tigers), резултатом 3-0 у полуфиналу.
Тренутни састав:
| Име и Презиме      | Име у игри | Позиција             |
| ------------------ | ---------- | -------------------- |
| Пол Бојер          | Soaz       | Топ (ен. Top Lane)   |
| Медс Брок-Педерсен | Broxah     | Џунгла (ен. Jungle)  |
| Расмус Винтер      | Caps       | Мид (ен. Mid Lane)   |
| Мартин Ларсон      | Rekkles    | АДЦ (ен. AD Carry)   |
| Џеси Ли            | Jesiz      | Супорт (ен. Support) |

## Дота 2
Дана 30. марта 2012. године, Фанатиков ХоН (ен. Heroes of Newerth) тим, у саставу Јохан "N0tail" Сандстајн, Јаша "NoVa" Маркус, Тал "Fly" Ејзик, и Адриан "Era" Крајизи је званично прешао да игра Доту 2. Почетком Септембра исте године, састав је финализиран довођењем Каја "H4nn1" Ханбакера (Kai Hanbückers) и Кале "Trixi" Саринена који је заменио Јашу Маркуса.
У 2014. години, Фанатик се разишао са својим Дота 2 саставом, где је сваки играч отишао на своју страну.
У 2015. години, Фанатик је објавио да поново улази у сцену Доте 2 и то са својим новим саставом који је претходно играо под именом тим Малезија (ен. TeamMalaysia).
Тренутни састав:
| Име и Презиме    | Име у игри | Позиција |
| ---------------- | ---------- | -------- |
| Galvin Kang      | Meracle    | 1        |
| Sun-yeob Kim     | QO         | 2        |
| Khoo Chong Xin   | Ohaiyo     | 3        |
| Djardel Mampusti | DJ         | 4/5      |
| Yong-min Kim     | Febby      | 4/5      |